# IV Cos d'Exèrcit (Bàndol republicà)
El IV Cos d'Exèrcit va ser una formació militar pertanyent a l'Exèrcit Popular de la República que va lluitar durant la Guerra Civil Espanyola. Va tenir un paper rellevant durant la batalla de Guadalajara i, més endavant, durant el cop de Casado. Entre els seus comandants va haver-hi militars de prestigi com Enrique Jurado i Cipriano Mera.

## Historial
La unitat va ser creada el 13 de març de 1937, en plena batalla de Guadalajara. Es va organitzar a tot córrer, quedant integrat el Cos d'Exèrcit per les divisions divisions 11a, 12a i 14a, quedant sota el comandament del tinent coronel Enrique Jurado. Durant els següents dies les forces del IV Cos d'Exèrcit van aconseguir detenir l'ofensiva del Corpo Truppe Volontarie, passant al contraatac. El 18 de març les divisions 11a i 14a van confluir sobre Brihuega amb el suport de 70 tancs soviètics T-26; la localitat es trobava gairebé voltada pels republicans quan es va produir una desbandada dels seus defensors italians, que van deixar molts presoners i material bèl·lic. Les operacions van continuar fins al 23 de març. La unitat va establir la seva caserna general a Guadalajara.
Durant la resta de la contesa no va intervenir en operacions de relleu.
Al començament de 1939 el cos d'exèrcit agrupava en les seves files a les divisions 12a, 14a, 17a i 33a, sota el comandament de l'anarquista Cipriano Mera. El IV Cos d'Exèrcit va tenir un paper clau en l'èxit del cop de Casado, ja que va arribar a manar diverses unitats a Madrid per a donar suport a les forces revoltades en la capital. Una potent columna composta per les brigades mixtes 35a, 50a i 90a, i al comandament del major Liberino González, va aconseguir recuperar diverses posicions claus per als rebels.
La unitat es va autodissoldre a la fi de març de 1939, amb el final de la guerra civil.

## Comandaments
Comandants
- tinent coronel Enrique Jurado Barrio;
- tinent coronel Juan Arce Mayora;
- tinent coronel Juan Perea Capulino;
- Major de milícies Cipriano Mera;

Comissaris
- Sebastián Zapirain Aguinaga, del PCE[11]
- Feliciano Benito Anaya, de la CNT;[12]

Cap d'Estat Major
- Major d'infanteria Aniceto Carbajal Sobrino;
- Comandant de Estador Major Miguel Rodríguez Pavón;
- Major de milícies Antonio Verardini Díez de Ferreti;

## Ordre de batalla
| Data                | Exèrcit adscrit    | Divisions integrades | Front de batalla |
| Març de 1937        | Exèrcit del Centre | 11a, 12a i 14a       | Guadalajara      |
| Maig-Juny de 1937   | Exèrcit del Centre | 12a, 17a i 14a       | Centre           |
| Abril de 1938       | Exèrcit del Centre | 12a, 17a i 33a       | Centre           |
| Febrer-Març de 1939 | Exèrcit del Centre | 12a, 14a, 17a i 33a  | Centre           |